# مجيد الموسوي
السيد حسين موسوي افتخاري (الفارسية: سید حسین موسوی افتخاری) هو قائد عسكري إيراني، يشغل حاليًا منصب قائد القوة الجوفضائية لحرس الثورة الإسلامية مُنذ 14 يونيو 2025.

## المسيرة المهنية
في 14 يونيو 2025، عيّن المرشد الأعلى الإيراني علي خامنئي مجيد الموسوي قائدًا جديدًا لقوة الجوفضاء التابعة للحرس الثوري خلفًا للقائد أمير علي حاجي زاده الذي اُغتيل في غارة جوية إسرائيلية في 13 يونيو 2025.

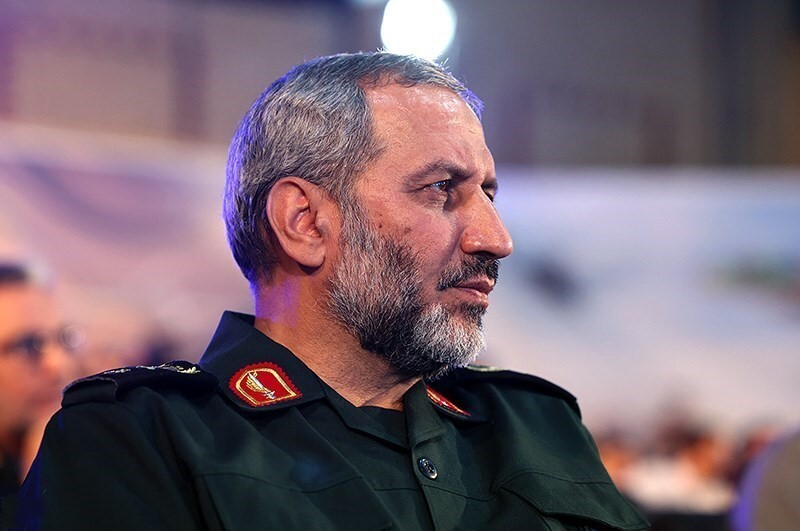
مجيد الموسوي في عام 2023

سبق له أن شغل منصب نائب قائد قوة الجوفضاء التابعة للحرس الثوري الإيراني منذ عام 2009 وحتى تعيينه قائدًا.

## العقوبات
في 18 ديسمبر 2024، أعلنت وزارة الخارجية الأمريكية في بيان أن الولايات المتحدة فرضت عقوبات على مجيد الموسوي، الذي كان حينها نائبًا لقائد قوة الجوفضاء، إلى جانب كيانين إيرانيين، بسبب دورهم في دعم برامج إيران للصواريخ الباليستية والطائرات المسيّرة.